# Manalurpet
Manalurpet (o Manalurpettai) è una suddivisione dell'India, classificata come town panchayat, di 7.401 abitanti, situata nel distretto di Viluppuram, nello stato federato del Tamil Nadu. In base al numero di abitanti la città rientra nella classe V (da 5.000 a 9.999 persone).

## Geografia fisica
La città è situata a 12° 1' 0 N e 79° 5' 60 E e ha un'altitudine di 120 m s.l.m..

## Società

### Evoluzione demografica
Al censimento del 2001 la popolazione di Manalurpet assommava a 7.401 persone, delle quali 3.771 maschi e 3.630 femmine. I bambini di età inferiore o uguale ai sei anni assommavano a 899, dei quali 498 maschi e 401 femmine. Infine, coloro che erano in grado di saper almeno leggere e scrivere erano 4.384, dei quali 2.565 maschi e 1.819 femmine.